# Klimareporter
Klimareporter (Eigenschreibweise klimareporter°) ist ein Onlinemagazin und möchte aktuellen und unabhängigen Journalismus zu den Themen Klimaschutz und Energiewende liefern. Bis 2018 hieß das Magazin klimaretter.info.

## Geschichte und Struktur
Klimaretter.info veröffentlichte ab 2008 tagesaktuelle Nachrichten, Berichte, Analysen, Kommentare und Blogbeiträge, um nach eigener Darstellung „Informationen und Orientierung zu allen Aspekten des Klimawandels“ zu geben.
Gegründet wurde das Magazin 2007 von den Journalisten Toralf Staud (Die Zeit) und Nick Reimer (taz) unter dem Namen wir-klimaretter.de – nach ihrem im selben Jahr erschienenen Sachbuch Wir Klimaretter. So ist die Wende noch zu schaffen.
Ab 2010 hieß das Portal klimaretter.info. Herausgeber wurde ein Gremium von Privatpersonen aus Wissenschaft, Wirtschaft und Politik, bestehend aus Hartmut Graßl, Claudia Kemfert, Andreas Knie, Michael Müller und anderen. Seit 2020 heißt das Gremium Herausgeberrat, 2021 kam Friederike Otto hinzu. Chefredakteur war bis Juli 2016 Nick Reimer, seitdem ist es Joachim Wille.
Neben den fünf Redakteuren in Berlin berichten Korrespondenten im In- und Ausland für Klimareporter. Im Meinungsressort schreiben regelmäßig die Herausgeber und Redakteure sowie externe Kolumnisten und Gastautoren wie Volker Quaschning und Franz Alt.
Im Monatsdurchschnitt erreicht Klimareporter.info 232.000 Seitenaufrufe (2022). Das Magazin finanziert sich durch Werbung, Spenden und Förderbeiträge. Alle Artikel sind frei zugänglich und haben Leserforen.
Als Projekt von klimaretter.info wurde 2008 der Watchblog Der Klima-Lügendetektor gestartet, auf der Staud und Reimer nach eigenen Angaben „Klimaschutz-Versprechen und -Wirklichkeit vergleichen“, um Greenwashing in Medienbeiträgen, Presseerklärungen und Werbeanzeigen öffentlich zu machen. 2013 und 2014 begleitete die Website Weltklimabericht 2014 den Fünften IPCC-Sachstandsbericht und seine Teilberichte journalistisch. 2015 und 2016 begleitete die Seite Klimadiplomatie die UN-Klimakonferenz in Paris. Das 2014 ausgegründete Magazin movum wollte in der Umweltbewegung eine Transformations-Debatte anregen.
Ab 2015 verstärkte die Frankfurter Rundschau ihre Klima- und Umwelt-Berichterstattung mit Beiträgen des Onlinemagazins, sodass mehrmals wöchentlich auch Texte gedruckt erscheinen. Ebenso erscheinen Beiträge in der Tageszeitung neues deutschland. 2018 wurde das Magazin in Klimareporter umbenannt.

### Auszeichnungen
- 2008 wurden Staud und Reimer für wir-klimaretter.de und klima-luegendetektor.de mit dem UmweltMedienpreis der Deutschen Umwelthilfe ausgezeichnet.[10]
- 2009 verlieh Hermann Scheer dem Magazin den Deutschen Solarpreis.[11] Das Magazin erhielt außerdem einen Lead Award[12] und einen .info Award.[13]
- 2012 wurde klimaretter.info für den Grimme Online Award nominiert.[14] Staud und Reimer erhielten für klima-luegendetektor.de den Otto-Brenner-Preis.[15]
- 2016 erhielten die Redakteure Susanne Götze und Benjamin von Brackel für klimaretter.info den UmweltMedienpreis der Deutschen Umwelthilfe in der Kategorie „Online“.[16]
- 2017 erhielt klimaretter.info den Nachhaltigkeitspreis der Biobrauerei Neumarkter Lammsbräu in der Kategorie „Medienschaffende“.[17]